# Den svarte doktorn
Den svarte doktorn är en svensk film från 1911. 
Filmen premiärvisades 18 augusti 1911 på Stora Biografteatern i Malmö, senare under året förbjöds av den nyinrättade Statens Biografbyrå.

## Roller
- Olivia Norrie - Evelyn
- Robert Schmidt - doktor Lorne, den svarte doktorn
- Knud Rassow - James Wilson, ingenjör
- Ejnar Zangenberg - dagdrivare
- Holger-Madsen - Evelyns far
- Bertha Nonboe